# Kvinden i buret
Kvinden i buret (in Nederland uitgebracht als De vrouw in de kooi, internationaal als The Keeper of Lost Causes) is een Deense thriller-dramafilm uit 2013 onder regie van Mikkel Nørgaard. Het verhaal hiervan is gebaseerd op dat uit een gelijknamig boek uit 2007 van Jussi Adler-Olsen. Het is de eerste van de films rond departement Q.

## Verhaal

### Proloog
Rechercheur Carl Mørck doet samen met zijn collega's Anker en Hardy een inval in een gebouw. Het pand lijkt in eerste instantie leeg, maar een verborgen schutter schiet hen alle drie neer. Anker sterft, Hardy raakt verlamd tot aan zijn nek en Mørck loopt een chronische zenuwbeschadiging aan zijn hand op.

### Hoofdlijn
Wanneer Mørck na een herstelperiode terugkeert op het politiebureau, kan zijn baas hem eigenlijk niet meer gebruiken. Daarom geeft hij Mørck zijn 'eigen departement', afdeling Q. Dit komt erop neer dat hij in de kelder oude dossiers moet sorteren en afronden door er korte verslagen over te schrijven. Mørck beseft dat hij wordt afgeserveerd, maar begeeft zich toch naar de kelder. Hoewel hij totaal geen behoefte heeft aan gezelschap hierbij, wordt agent Assad hem toegewezen als partner.
Tijdens het doorlezen van oude dossiers, trekt een vijf jaar oude zaak Mørcks aandacht. Politica Merete Lynggaard is destijds verdwenen tijdens een overtocht per veerboot. Haar lichaam werd nooit gevonden. De officiële uitkomst van de zaak is zelfmoord. Lynggaard zou volgens de rechercheur die destijds de zaak behandelde overboord zijn gesprongen. Mørck gelooft dit niet. Lynggaard had destijds haar broer Uffe bij zich, die bij een auto-ongeluk een hersenbeschadiging opliep en eigenlijk alleen nog met haar contact maakte. Het lijkt de rechercheur onaannemelijk dat ze hem zou meenemen naar de boot als ze van plan was daar zelfmoord te plegen. Hoewel zijn baas wil dat hij alleen nog papierwerk doet in de kelder, heropent Mørck de zaak op eigen houtje. Assad steunt hem daarbij.
Intussen blijkt Lynggaard nog in leven. Ze is op de avond van haar verdwijning niet gestorven, maar ontvoerd door een man in een regenjas. Hij houdt haar sinds vijf jaar gevangen in een drukvat, waarin hij stukje bij beetje de druk opvoert om haar langzaam kapot te maken. Hij brengt haar één keer per dag eten en voert één keer per dag haar ontlasting af, maar heeft haar toegezegd dat ze nooit meer het vat uitkomt. Wie hij is en waarom hij dit doet, weet Lynggaard niet.
Mørck en Assad komen erachter dat er tijdens de avond van Lynggaards verdwijning één man in het gezelschap op de boot was, wiens gezicht niet correspondeert met de naam die hij destijds opgaf. Bovendien blijkt de man van wie de opgegeven naam wél was, zes maanden na Lynggaards verdwijning te zijn verdronken. Mørck en Assad achterhalen dat de man op de boot eigenlijk Lars Henrik 'Lasse' Jensen heet. Hij blijkt hij in zijn jeugd slachtoffer te zijn geweest van een auto-ongeluk. Hierbij zijn zijn vader en zijn kleine zusje overleden en is zijn moeder gehandicapt geraakt. Doordat zij niet meer voor hem kon zorgen, werd hij in een pleeggezin geplaatst. De vader daarvan misbruikte hem en de andere kinderen in het gezin. In de auto waarop Jensens vader destijds botste zaten Uffe en Merete Lynggaard, toen ook nog kinderen. Zij veroorzaakte het ongeluk door haar vader achter het stuur plotseling speels te blinderen met haar handen. Jensen zag dit  door het autoraam vlak voor de fatale klap. Toen Jensen jaren later haar naam en foto zag staan in een krantenartikel, besloot hij wraak te nemen. Hij kende de politicus wiens naam hij leende doordat hij met hem bevriend was in een weeshuis. Daar kwam hij terecht nadat hij was weggelopen bij zijn pleeggezin.
Mørck en Assad sporen het huidige adres van Jensen en zijn moeder op. Wanneer Jensen de agenten ziet naderen, laat hij zijn moeder hen bezighouden en verklaren dat hij er niet is. Zo heeft hij tijd om naar de schuur te gaan en Lynggaard te doden voordat hij wordt gepakt. Nadat hij haar duidelijk maakt wie hij is, draait hij aan een knop van de bediening van het drukvat. Hierdoor begint de lucht daar uit te lopen. Het gevolg hiervan is dat Lynggaards lichaam zal exploderen. Vervolgens loopt Jensen de agenten tegemoet en doet hij alsof hij van niets weet. Op het verzoek om mee te gaan naar het bureau voor ondervraging, geeft hij zonder problemen gehoor.
Terwijl ze wegrijden ziet Mørck buiten tientallen jerrycans bij een aggregaat bij de schuur staan. Hij vindt dit verdacht omdat de stroomvoorziening in het huis prima was en zoveel extra energie daarom overbodig lijkt. Wanneer hij Assad vraagt om te draaien, verwondt Jensen de twee en rent hij terug naar het huis. Mørck haast zich naar de schuur en vindt daar het drukvat met Lynggaard erin. Ze leeft nog. Hij stopt de afvoer van lucht uit het vat, maar wordt neergeslagen door Jensen, die de afvoer weer start. Jensen wordt op zijn beurt verrast door Assad, die hem met een stalen pijp doodslaat. Mørck stopt opnieuw de luchtafvoer en redt Lynggaards leven. Vervolgens verliest hij het bewustzijn. Ambulances arriveren om de agenten en Lynggaard af te voeren naar het ziekenhuis voor verzorging.

### Epiloog
Mørcks baas biedt hem aan om zijn functie in het veld te hervatten. Hij weigert. Mørck verklaart dat hij zich wil toeleggen op afdeling Q, met het recht zelf te kiezen welke zaken hij heropent en hoelang hij zich hiermee bezighoudt. Het enige dat hij daarbij wil is één secretaresse voor het papierwerk en één collega, Assad. Mørcks baas gaat akkoord.

## Rolverdeling
- Nikolaj Lie Kaas - Carl Mørck
- Fares Fares - Assad
- Sonja Richter - Merete Lynggaard
- Mikkel Boe Følsgaard - Uffe Lynggaard
- Per Scheel Krüger - Anker
- Troels Lyby - Hardy Henningsen
- Søren Pilmark - Marcus Jacobsen
- Anne Bærskog Hauger - Viggas Rasmussen (stem)
- Rasmus Botoft - Tage Baggesen
- Patricia Schumann - Søs Norup
- Marie Mondrup - Helle Andersen
- Michael Brostrup - Børge Bak
- Morten Kirkskov - Lars Bjørn
- Peter Plaugborg - Lars Henrik 'Lasse' Jensen